# Egidio Carenini
Egidio Carenini (Milano, 16 maggio 1927 – Milano, 29 gennaio 2008) è stato un politico italiano.